# Sigtuna baptistförsamling, Salem
Sigtuna baptistförsamling, Salem är en kristen församling i Sigtuna som tillhör trossamfundet Equmeniakyrkan, tidigare Svenska baptistsamfundet. Kyrkan grundades 1857 och har idag en mångfald av kristen verksamhet med gudstjänster och olika temasamlingar samt ett barn- och ungdomsarbete via ungdomsföreningen ”Skeppet”.

## Historia
Sigtuna baptistförsamling grundades 2 augusti 1857, sedan sex personer hade låtit döpa sig samma datum i Gunstaviken i Tubble socken. PU Wallberg blev den förste församlingsföreståndaren.
Församlingen är den äldsta baptistförsamlingen i Uppland och därmed en av regionens äldsta frikyrkor. I jubileumsskriften ”Sigtuna baptistförsamling 150 år” benämns man som den äldsta föreningen i kommunen.
De inledande åren upptogs ett betydande antal medlemmar i församlingen genom omvändelsedop. På 1860-talet påverkades församlingen av den så kallade ”syndfrihetsläran”. På 1870-talet flyttades verksamheten till Haga och namnet ändrades till Haga baptistförsamling, men år 1884 återbildades Sigtuna baptistförsamling. Ett stort antal medlemmar flyttade ut år 1889 och bildade Håtuna baptistförsamling.
År 1886 bildades en förening för att samla in pengar till ett baptistkapell i Sigtuna och 1892 köptes tomten ”Lugnet” där Salemkapellet kom att byggas och invigas samma år. En dopgrav installeras 1906.
Salemkapellet har renoverats 1946, 1962, 1972 samt senast i perioden 2004-2007. En utbyggnad stod klar i samband med 150-årsjubileet 2007. I kyrksalen finns kopparkonstverket ”Nådens sol” av Göte Walter.
Den första ungdomsföreningen startade 1904 och barn- och ungdomsverksamhet har alltid varit central med söndagsskola, Goda Kamrater och scouter. Från 1972 heter ungdomsföreningen Skeppet.
På 1990-talet hade Sigtuna baptistförsamlings, Salems medlemstal sjunkit till cirka 10 personer. Men de följande åren har man sett en gynnsam utveckling och har på nytt vuxit bland annat på grund av en aktiv ungdomsförening och scoutkår, ett bra samarbete med Edinstiftelsen som under en period hade verksamhet vid Venngarn; samt en ökad inflyttning till Sigtuna.

## Nuläge
2013 hade församlingen cirka 50 medlemmar. Verksamhetens ledord är Mångfald, Ansvar och Omsorg.